# Hansol Korea Open 2012 - Qualificazioni singolare
Le qualificazioni del singolare  dell'Hansol Korea Open 2012 sono state un torneo di tennis preliminare per accedere alla fase finale della manifestazione. I vincitori dell'ultimo turno sono entrati di diritto nel tabellone principale. In caso di ritiro di uno o più giocatori aventi diritto a questi sono subentrati i lucky loser, ossia i giocatori che hanno perso nell'ultimo turno ma che avevano una classifica più alta rispetto agli altri partecipanti che avevano comunque perso nel turno finale.

## Teste di serie
1. Sesil Karatančeva (Qualificata)
2. Jamie Hampton (Qualificata)
3. Eléni Daniilídou (Qualificata)
4. Gréta Arn (ultimo turno)

1. Vera Duševina (ultimo turno)
2. Misaki Doi (primo turno)
3. Claire Feuerstein (secondo turno)
4. Akgul Amanmuradova (ultimo turno)

## Qualificate
1. Sesil Karatančeva
2. Jamie Hampton

1. Eléni Daniilídou
2. Caroline Garcia

## Tabellone

### Legenda
| - Q = Qualificato - WC = Wild card - LL = Lucky loser | - ALT = Alternate - SE = Special Exempt - PR = Protected Ranking | - w/o = Walkover - r = Ritirato - d = Squalificato |

### Sezione 1
|  | Primo turno         | Primo turno         | Primo turno         | Primo turno | Primo turno |  |  | Secondo turno | Secondo turno       | Secondo turno       | Secondo turno | Secondo turno |   |   | Ultimo turno | Ultimo turno      | Ultimo turno      | Ultimo turno | Ultimo turno |  |
|  |                     |                     |                     |             |             |  |  |               |                     |                     |               |               |   |   |              |                   |                   |              |              |  |
|  | 1                   | Sesil Karatančeva   | Sesil Karatančeva   | 6           | 6           |  |  |               |                     |                     |               |               |   |   |              |                   |                   |              |              |  |
|  | WC                  | Choi Ji-hee         | Choi Ji-hee         | 2           | 1           |  |  | 1             | Sesil Karatančeva   | Sesil Karatančeva   | 6             | 6             |   |   |              |                   |                   |              |              |  |
|  | Victoria Larrière   | Victoria Larrière   | Victoria Larrière   | 6           | 6           |  |  |               | Victoria Larrière   | Victoria Larrière   | 0             | 2             |   |   |              |                   |                   |              |              |  |
|  | Ksenija Lykina      | Ksenija Lykina      | Ksenija Lykina      | 4           | 4           |  |  |               |                     |                     |               |               |   |   | 1            | Sesil Karatančeva | Sesil Karatančeva | 6            | 6            |  |
|  | Ekaterina Jašina    | Ekaterina Jašina    | Ekaterina Jašina    | 1           | 0           |  |  |               |                     | 5                   | Vera Duševina | Vera Duševina | 2 | 1 |              |                   |                   |              |              |  |
|  | Karolina Wlodarczak | Karolina Wlodarczak | Karolina Wlodarczak | 6           | 6           |  |  |               | Karolina Wlodarczak | Karolina Wlodarczak | 4             | 0             |   |   |              |                   |                   |              |              |  |
|  |                     | Jill Craybas        | Jill Craybas        | 5           | 2           |  |  | 5             | Vera Duševina       | Vera Duševina       | 6             | 6             |   |   |              |                   |                   |              |              |  |
|  | 5                   | Vera Duševina       | Vera Duševina       | 7           | 6           |  |  |               |                     |                     |               |               |   |   |              |                   |                   |              |              |  |

### Sezione 2
|  | Primo turno       | Primo turno       | Primo turno       | Primo turno | Primo turno |  |  | Secondo turno | Secondo turno     | Secondo turno     | Secondo turno    | Secondo turno    |   |   | Ultimo turno | Ultimo turno  | Ultimo turno  | Ultimo turno | Ultimo turno |  |
|  |                   |                   |                   |             |             |  |  |               |                   |                   |                  |                  |   |   |              |               |               |              |              |  |
|  | 2                 | Jamie Hampton     | Jamie Hampton     | 6           | 6           |  |  |               |                   |                   |                  |                  |   |   |              |               |               |              |              |  |
|  |                   | Darija Jurak      | Darija Jurak      | 3           | 3           |  |  | 2             | Jamie Hampton     | Jamie Hampton     | 6                | 6                |   |   |              |               |               |              |              |  |
|  | Rika Fujiwara     | Rika Fujiwara     | Rika Fujiwara     | 63          | 5           |  |  |               | Aleksandra Krunić | Aleksandra Krunić | 3                | 2                |   |   |              |               |               |              |              |  |
|  | Aleksandra Krunić | Aleksandra Krunić | Aleksandra Krunić | 7           | 7           |  |  |               |                   |                   |                  |                  |   |   | 2            | Jamie Hampton | Jamie Hampton | 6            | 6            |  |
|  | WC                | Han Na-lae        | Han Na-lae        | 4           | 2           |  |  |               |                   |                   | Catalina Castaño | Catalina Castaño | 2 | 2 |              |               |               |              |              |  |
|  | WC                | Jun Nam-yeon      | Jun Nam-yeon      | 6           | 6           |  |  | WC            | Jun Nam-yeon      | Jun Nam-yeon      | 0                | 1                |   |   |              |               |               |              |              |  |
|  |                   | Catalina Castaño  | Catalina Castaño  | 7           | 6           |  |  |               | Catalina Castaño  | Catalina Castaño  | 6                | 6                |   |   |              |               |               |              |              |  |
|  | 6                 | Misaki Doi        | Misaki Doi        | 62          | 2           |  |  |               |                   |                   |                  |                  |   |   |              |               |               |              |              |  |

### Sezione 3
|  | Primo turno             | Primo turno             | Primo turno        | Primo turno | Primo turno |  |  | Secondo turno | Secondo turno           | Secondo turno           | Secondo turno      | Secondo turno      |   |   | Ultimo turno | Ultimo turno     | Ultimo turno     | Ultimo turno | Ultimo turno |  |
|  |                         |                         |                    |             |             |  |  |               |                         |                         |                    |                    |   |   |              |                  |                  |              |              |  |
|  | 3                       | Eléni Daniilídou        | Eléni Daniilídou   | 6           | 6           |  |  |               |                         |                         |                    |                    |   |   |              |                  |                  |              |              |  |
|  |                         | Jang Su-jeong           | Jang Su-jeong      | 1           | 3           |  |  | 3             | Eléni Daniilídou        | Eléni Daniilídou        | 6                  | 6                  |   |   |              |                  |                  |              |              |  |
|  | Noppawan Lertcheewakarn | Noppawan Lertcheewakarn | 5                  | 6           | 6           |  |  |               | Noppawan Lertcheewakarn | Noppawan Lertcheewakarn | 3                  | 2                  |   |   |              |                  |                  |              |              |  |
|  | Abigail Spears          | Abigail Spears          | 7                  | 3           | 2           |  |  |               |                         |                         |                    |                    |   |   | 3            | Eléni Daniilídou | Eléni Daniilídou | 6            | 6            |  |
|  | Dar'ja Gavrilova        | Dar'ja Gavrilova        | 6                  | 4           | 6           |  |  |               |                         | 8                       | Akgul Amanmuradova | Akgul Amanmuradova | 2 | 4 |              |                  |                  |              |              |  |
|  | Erika Takao             | Erika Takao             | 1                  | 6           | 2           |  |  |               | Dar'ja Gavrilova        | Dar'ja Gavrilova        | 1                  | 63                 |   |   |              |                  |                  |              |              |  |
|  |                         | Kim So-jung             | Kim So-jung        | 1           | 0           |  |  | 8             | Akgul Amanmuradova      | Akgul Amanmuradova      | 6                  | 7                  |   |   |              |                  |                  |              |              |  |
|  | 8                       | Akgul Amanmuradova      | Akgul Amanmuradova | 6           | 6           |  |  |               |                         |                         |                    |                    |   |   |              |                  |                  |              |              |  |

### Sezione 4
|  | Primo turno       | Primo turno       | Primo turno       | Primo turno | Primo turno |  |  | Secondo turno | Secondo turno     | Secondo turno     | Secondo turno   | Secondo turno |   |   | Ultimo turno | Ultimo turno | Ultimo turno | Ultimo turno | Ultimo turno |  |
|  |                   |                   |                   |             |             |  |  |               |                   |                   |                 |               |   |   |              |              |              |              |              |  |
|  | 4                 | Gréta Arn         | 1                 | 6           | 7           |  |  |               |                   |                   |                 |               |   |   |              |              |              |              |              |  |
|  |                   | Junri Namigata    | 6                 | 1           | 5           |  |  | 4             | Gréta Arn         | Gréta Arn         | 6               | 6             |   |   |              |              |              |              |              |  |
|  | Shiho Akita       | Shiho Akita       | Shiho Akita       | 6           | 6           |  |  |               | Shiho Akita       | Shiho Akita       | 0               | 3             |   |   |              |              |              |              |              |  |
|  | Katalin Marosi    | Katalin Marosi    | Katalin Marosi    | 4           | 3           |  |  |               |                   |                   |                 |               |   |   | 4            | Gréta Arn    | 1            | 6            | 5            |  |
|  | Raquel Kops-Jones | Raquel Kops-Jones | 6                 | 5           | 3           |  |  |               |                   |                   | Caroline Garcia | 6             | 3 | 7 |              |              |              |              |              |  |
|  | Caroline Garcia   | Caroline Garcia   | 3                 | 7           | 6           |  |  |               | Caroline Garcia   | Caroline Garcia   | 7               | 6             |   |   |              |              |              |              |              |  |
|  | WC                | Song Ah           | Song Ah           | 0           | 2           |  |  | 7             | Claire Feuerstein | Claire Feuerstein | 64              | 2             |   |   |              |              |              |              |              |  |
|  | 7                 | Claire Feuerstein | Claire Feuerstein | 6           | 6           |  |  |               |                   |                   |                 |               |   |   |              |              |              |              |              |  |